# Jorge Sáenz
Jorge Sáenz de Miera Colmeiro, noto semplicemente come Jorge Sáenz (Tenerife, 17 novembre 1996), è un calciatore spagnolo, difensore del Leganés.

## Caratteristiche tecniche
È un difensore centrale forte nel gioco aereo grazie alla sua stazza e abile nel fare uscire la palla da dietro.

## Carriera

### Club
Cresciuto nelle giovanili del Tenerife, ha debuttato con la prima squadra il 4 gennaio 2015 nel pareggio interno per 1-1 contro lo Sporting Gijón.
Il 25 febbraio 2019 stipula un contratto quinquennale con il Valencia con decorrenza dal 1º luglio seguente.
Il 14 luglio 2019 viene ceduto in prestito biennale al Celta Vigo.
Il 28 luglio 2021 viene ceduto in prestito al Marítimo.

### Nazionale
Ha giocato nelle nazionali giovanili spagnole Under-19 ed Under-21.

## Statistiche

### Presenze e reti nei club
Statistiche aggiornate al 15 luglio 2019.
| Stagione        | Squadra         | Campionato      | Campionato | Campionato | Coppe nazionali | Coppe nazionali | Coppe nazionali | Coppe continentali | Coppe continentali | Coppe continentali | Altre coppe | Altre coppe | Altre coppe | Totale | Totale |
| Stagione        | Squadra         | Comp            | Pres       | Reti       | Comp            | Pres            | Reti            | Comp               | Pres               | Reti               | Comp        | Pres        | Reti        | Pres   | Reti   |
| --------------- | --------------- | --------------- | ---------- | ---------- | --------------- | --------------- | --------------- | ------------------ | ------------------ | ------------------ | ----------- | ----------- | ----------- | ------ | ------ |
| 2014-2015       | Tenerife        | SD              | 5          | 0          | CR              | 0               | 0               | -                  | -                  | -                  | -           | -           | -           | 5      | 0      |
| 2015-2016       | Tenerife        | SD              | 16         | 0          | CR              | 1               | 0               | -                  | -                  | -                  | -           | -           | -           | 17     | 0      |
| 2016-2017       | Tenerife        | SD              | 29+4       | 0+1        | CR              | 1               | 0               | -                  | -                  | -                  | -           | -           | -           | 34     | 1      |
| 2017-2018       | Tenerife        | SD              | 21         | 1          | CR              | 3               | 0               | -                  | -                  | -                  | -           | -           | -           | 24     | 1      |
| 2018-2019       | Tenerife        | SD              | 33         | 4          | CR              | 1               | 0               | -                  | -                  | -                  | -           | -           | -           | 34     | 4      |
| Totale Tenerife | Totale Tenerife | Totale Tenerife | 104+4      | 5+1        |                 | 6               | 0               |                    | -                  | -                  |             | -           | -           | 114    | 6      |
| 2019-2020       | Celta Vigo      | PD              | 0          | 0          | CR              | 0               | 0               | -                  | -                  | -                  | -           | -           | -           | 0      | 0      |
| Totale carriera | Totale carriera | Totale carriera | 104+4      | 5+1        |                 | 6               | 0               |                    | -                  | -                  |             | -           | -           | 114    | 6      |

## Palmarès

### Club

#### Competizioni nazionali
- Segunda División: 1

Leganés: 2023-2024